# Bahnhof Steindorf bei Straßwalchen
Steindorf bei Straßwalchen ist ein Bahnhof an der österreichischen Westbahn, welcher im Personenverkehr nur von den als Linie R21 verkehrenden Regionalzügen Salzburg–Friedburg regelmäßig bedient wird. Zusätzlich halten nachgefragte Züge und in Tagesrandlagen verkehrende Züge auf der Relation Salzburg–Braunau am Inn.

## Geschichte
Nachdem der Bahnhof Steindorf 1860 eröffnet worden war, band man zu Beginn der 1870er Jahre die Mattigtalbahn an den Bahnhof an und legte diesen als Start- und Zielbahnhof fest.
Seit dem Fernverkehrshalt am Bahnhof Neumarkt am Wallersee (ehemals Neumarkt-Köstendorf) und der damit einhergehenden Vertaktung der nach Salzburg verkehrenden RegionalExpress-Züge mit dem Fernverkehr ab dem Fahrplanwechsel im Dezember 2016 wird diese Station nicht mehr regelmäßig von den Regionalzügen von und nach Braunau angefahren.
Seit Verlängerung der Mattigtalbahn von Steindorf nach Neumarkt durch Zulegung eines dritten Gleises ab Dezember 2021, hat der Bahnhof seine Bedeutung als Eisenbahnknotenpunkt verloren. Alle Züge der Mattigtalbahn beginnen/enden seither am neuen Knotenpunkt in Neumarkt bzw. sind (wie bereits vor den Bauarbeiten) nach Salzburg oder Freilassing durchgebunden. Die als S2 geführten Züge von Salzburg nach Straßwalchen halten seit dem Fahrplanwechsel im Dezember 2021 ebenfalls nicht mehr in Steindorf.
2022 wurde der Bahnhofsumbau, bei welchem die 3 bestehenden Bahnsteige abgetragen und ein barrierefrei erreichbarer Mittelbahnsteig mit Fahrkartenautomat errichtet wurde, fertiggestellt.

## Gleisanlagen
Zusätzlich zu den zwei am neuen Mittelbahnsteig erschlossenen Gleisen befinden sich mehrere Durchfahrtgleise, aber auch zwei Gütergleise, die zu Quehenberger Logistics zugehören.

## Verkehr
| Zuggattung/ Linie | Streckenverlauf                                                                                   | Taktfrequenz  |
| ----------------- | ------------------------------------------------------------------------------------------------- | ------------- |
| R21               | Salzburg Hbf – Seekirchen – Steindorf bei Straßwalchen – Friedburg                                | Stundentakt   |
| R                 | Salzburg Hbf –) Neumarkt am Wallersee – Steindorf bei Straßwalchen – Mattighofen – Braunau am Inn | Einzelne Züge |